# Jietanasvuoma
Jietanasvuoma este o arie protejată (arie specială de conservare — SAC, sit de importanță comunitară — SCI) din Finlanda întinsă pe o suprafață de 1.511 ha, integral pe uscat.

## Localizare
Centrul sitului Jietanasvuoma este situat la coordonatele 68°27′05″N 22°34′26″E / 68.4514°N 22.5739°E.

## Înființare
Situl Jietanasvuoma a fost declarat sit de importanță comunitară în august 1998 pentru a proteja 2 specii de plante și 1 specie de animale. Situl a fost protejat și ca arie specială de conservare în aprilie 2015.

## Biodiversitate
Situată în ecoregiunea alpină, aria protejată conține 9 habitate naturale: Lacuri și iazuri distrofice naturale, Râuri naturale fino-scandinave, Cursuri de apă de la nivel de câmpie la nivel montan, cu vegetație Ranunculion fluitantis și Callitricho-Batrachion, Mlaștini turboase de tranziție și turbării mișcătoare, Mlaștini alcaline, Turbării Aapa, Turbării Palsa, Taiga vestică, Mlaștini împădurite.
La baza desemnării sitului se află mai multe specii protejate:
- plante (2): Hamatocaulis vernicosus, ochii-șoricelului (Saxifraga hirculus)
- mamifere (1): gluton (Gulo gulo)

Pe lângă speciile protejate, pe teritoriul sitului au mai fost identificate 7 specii de păsări.